# 1842 w sztukach plastycznych
Wydarzenia w sztukach plastycznych i wizualnych w 1842 roku.

## Urodzeni
- 12 marca - Francisco Domingo Marqués (zm. 1920), hiszpański malarz
- 11 listopada - Ferdinand Barth (zm. 1892), niemiecki rzeźbiarz, grafik i pedagog
- 31 grudnia - Giovanni Boldini (zm. 1931), włoski malarz
- Otto Sinding - (zm. 1909), norweski malarz

## Zmarli
- 16 stycznia - Thomas Fearnley (ur. 1802), norweski malarz
- 12 maja - Walenty Wańkowicz (ur. 1799), polski malarz
- 24 lipca - John Sell Cotman (ur. 1782), angielski malarz, grawer i ilustrator
- 2 sierpnia - Karol Dominik Jacobi (ur. 1779), malarz
- 28 sierpnia - Peter Fendi (ur. 1796), austriacki malarz i grafik